# Morte de Jason Rother
Jason Rother (16 de julho de 1969 - 31 de agosto de 1988) foi um cabo de lança do Corpo de Fuzileiros Navais dos Estados Unidos, de 19 anos, que foi abandonado no deserto de Mojave durante um exercício de treinamento, morrendo por consequência de desidratação e insolação. Sua morte se tornou um símbolo militar, usada comumente como lição aos militares sobre a importância da responsabilidade.

## Morte
Tenente Rother foi inscrito para o esquadrão Kilo(Kilo company), terceiro batalhão, na segunda divisão da marinha (K 3/2), localizado no Camp Lejeune, na Carolina do Norte. Em agosto de 1988, a unidade foi enviada para a Marine Corps Air Ground Combat Center Twentynine Palms (MCAGCC) para o treinamento de guerra no deserto de Mojave. Primeiro sargento Allen Lawson ficou responsável pelo serviço de colocar guias nas estradas na noite de 30 de agosto de 1988, bem como formular a posição de rota do exercício de movimento noturno do batalhão. Nenhum plano foi feito para assegurar o retorno dos marinheiros para suas respectivas unidades. Lawson desobedeceu a ordem de alocar os guias em pares,se perdeu, esqueceu onde ele alocou Rother e, em conjunto com os sargentos Thomas Turnell and Christopher Clyde que também eram responsáveis por Rother, falharam em reportar o desaparecimento do tenente após o fim do treinamento. Assim, mais de 40 horas se passaram sem alguém no batalhão saber que Rother estava desaparecido. Apenas quando o lider em ação do esquadrão, capitão Harbison, percebeu no fim da tarde de 1ºde setembro que Rother havia sumido, iniciou-se uma investigação para o seu status de "desaparecido".
Múltiplas procuras foram enviadas contendo mais de 1.000 marinheiros a pé, helicópteros e máquinas de rastreamento termal. Rother não estava carregando mapas ou compassos, tinha bem pouca água e pesava cerca de 61 kg. A primeira procura descobriu que ele deixou seu equipamento de lado e fez uma seta com pedras no local que ele foi deixado. Está, assim como muitas outras, falharam em localiza-lo. Apenas em 4 de dezembro do mesmo ano que os restos de Rother seriam encontrados, 3 meses depois de seu desaparecimento, restavam somente ossos. A hipótese mais provável é que Rother faleceu em menos de 24 horas antes da primeira procura, com a temperatura do dia estando na casa dos 42º Celsius. Medindo a distância, foi constatado que ele percorreu 27 km e estava apenas a 3.2 km da base antes de falecer.

## Consequências
O comandante do corpo da marinha, General Alfred M. Gray Jr. ordenou uma investigação externa que resultou na condenação-marcial do primeiro sargento Lawson, considerando-o culpado pelo abandono da função e o setenciando para desligamento da marinha e 4 meses de prisão militar.

## Para mais informações
- Filbert, Brent G.; Kaufman, Alan G. (1998). «United States v. Lawson». Naval Law: Justice and Procedure in the Sea Services. [S.l.]: Naval Institute Press. ISBN 978-1557504623